# Joseph Thomas de Sorlus de Bart
Pour les articles homonymes, voir Sorlus.
Joseph Thomas de Sorlus de Bart, né le 30 novembre 1735 à Saint-Gervais (Gironde), mort le 22 janvier 1796 à Saint-Gervais (Gironde), est un général de brigade de la Révolution française.

## États de service
Il entre en service en 1745, comme lieutenant au régiment de Montmorin-infanterie, et le 28 mars 1754, il devient lieutenant sans appointements à la suite du régiment eu élève à l'école du génie de Mézières. Il est nommé lieutenant en premier et ingénieur ordinaire le 1er janvier 1755, et il sert en Allemagne de 1760 à 1762. Il se trouve aux sièges de Dillenburg en 1760, au combat de Villinghausen les 15 et 16 juillet 1761, au siège de Wolfenbüttel et à l'attaque de Brunswick le 13 octobre 1761. En octobre et novembre 1762, il est au siège de cassel, et il reçoit son brevet de capitaine le 28 avril 1763.
Il est détaché en Corse de fin 1764 à mai 1766, et il est promu major le 28 avril 1778. Ingénieur ordinaire du roi, il est fait chevalier de Saint-Louis en 1778. Le 4 mai 1785, il est nommé lieutenant-colonel sous brigadier, et le 1er avril 1791, colonel directeur des fortifications à La Rochelle. Il est promu général de brigade le 8 mars 1793, à l’armée des côtes de La Rochelle, et le 15 mai 1793, il n'est pas compris dans la réorganisation des états-majors.
Il meurt le 22 janvier 1796, à Saint-Gervais.

## Sources
- (en) « Generals Who Served in the French Army during the Period 1789 - 1814: Eberle to Exelmans »
- Joseph Thomas de Sorlus de Bart  sur roglo.eu
- Côte S.H.A.T.: 8 YD 98
- Léon Hennet, Etat militaire de France pour l’année 1793, Siège de la société, Paris, 1903, p. 311.
- Georges Six, Dictionnaire biographique des généraux & amiraux français de la Révolution et de l'Empire (1792-1814), Paris : Librairie G. Saffroy, 1934, 2 vol., p. 468